# Narawa Yuta
Yuta Narawa (奈良輪 雄太 Narawa Yūta, sinh ngày 29 tháng 8 năm 1987) là một hậu vệ bóng đá người Nhật Bản hiện tại thi đấu cho Tokyo Verdy ở J2 League.

## Thống kê sự nghiệp
Cập nhật đến ngày 23 tháng 2 năm 2016.
| Câu lạc bộ          | Mùa giải            | Giải vô địch | Giải vô địch | Cúp Hoàng đế Nhật Bản | Cúp Hoàng đế Nhật Bản | J. League Cup | J. League Cup | Châu Á  | Châu Á    | Khác1   | Khác1     | Tổng    | Tổng      |
| Câu lạc bộ          | Mùa giải            | Số trận      | Bàn thắng    | Số trận               | Bàn thắng             | Số trận       | Bàn thắng     | Số trận | Bàn thắng | Số trận | Bàn thắng | Số trận | Bàn thắng |
| ------------------- | ------------------- | ------------ | ------------ | --------------------- | --------------------- | ------------- | ------------- | ------- | --------- | ------- | --------- | ------- | --------- |
| Sagawa Shiga FC     | 2010                | 28           | 3            | 1                     | 0                     | -             | -             | -       | -         | -       | -         | 0       | 0         |
| Sagawa Shiga FC     | 2011                | 31           | 1            | 2                     | 0                     | -             | -             | -       | -         | -       | -         | 33      | 1         |
| Sagawa Shiga FC     | 2012                | 29           | 2            | 3                     | 0                     | -             | -             | -       | -         | -       | -         | 32      | 2         |
| Yokohama F. Marinos | 2013                | 10           | 0            | 4                     | 0                     | 2             | 1             | -       | -         | -       | -         | 16      | 1         |
| Yokohama F. Marinos | 2014                | 17           | 0            | 2                     | 0                     | 2             | 0             | 4       | 0         | 0       | 0         | 25      | 0         |
| Yokohama F. Marinos | 2015                | 1            | 0            | 2                     | 0                     | 1             | 0             | -       | -         | -       | -         | 4       | 0         |
| Tổng cộng sự nghiệp | Tổng cộng sự nghiệp | 116          | 6            | 14                    | 0                     | 5             | 1             | 4       | 0         | 0       | 0         | 139     | 7         |

1Bao gồm Siêu cúp Nhật Bản.

## Danh hiệu
Yokohama Marinos
- J1 League Á quân (1): 2013
- Cúp Hoàng đế Nhật Bản (1): 2013
- Siêu cúp Nhật Bản Á quân (1): 2014